# Linet Masai
Linet Chepkwemoi Masai (5 de dezembro de 1989) é uma atleta queniana, campeã mundial dos 10 000 metros. 
Conquistou uma medalha de ouro no Mundial de Berlim 2009 e uma de bronze no Mundial de Daegu 2011. Ela também ganhou uma medalha de bronze olímpica em Pequim 2008.